# Tervaneva-Sivakkaneva-Pitkäkangas
Tervaneva-Sivakkaneva-Pitkäkangas este o arie protejată (arie specială de conservare — SAC, sit de importanță comunitară — SCI) din Finlanda întinsă pe o suprafață de 1.321 ha, integral pe uscat.

## Localizare
Centrul sitului Tervaneva-Sivakkaneva-Pitkäkangas este situat la coordonatele 63°37′58″N 25°35′26″E / 63.6328°N 25.5906°E.

## Înființare
Situl Tervaneva-Sivakkaneva-Pitkäkangas a fost declarat sit de importanță comunitară în august 1998 pentru a proteja 1 specie de animale. Situl a fost protejat și ca arie specială de conservare în aprilie 2015.

## Biodiversitate
Situată în ecoregiunea boreală, aria protejată conține 7 habitate naturale: Turbării active, Izvoare fino-scandinave și mlaștini produse de izvoare bogate în minerale, Turbării Aapa, Taiga vestică, Păduri fino-scandinave bogate în ierburi cu Picea abies, Păduri de conifere pe eskere fluvioglaciare sau legate la acestea, Mlaștini împădurite.
La baza desemnării sitului se află o specie protejată de  mamifere: vidră de râu (Lutra lutra).
Pe lângă speciile protejate, pe teritoriul sitului au mai fost identificate 8 specii de plante, 5 specii de păsări.